# Willoughby Hamilton

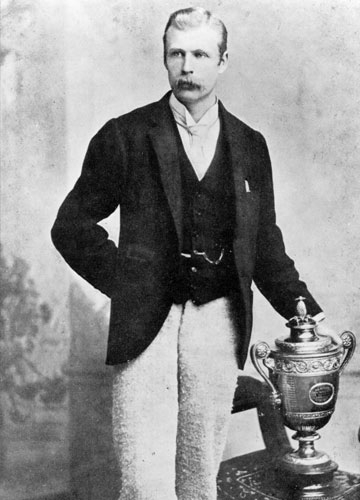
Imagem do tenista irlandês Willoughby Hamilton.

James Willoughby "Willoby" Hamilton (9 de dezembro de 1864 - 27 de setembro de 1943), foi um tenista irlandês. Ganhou 1 título de Grand Slam de tênis, conquistado em 1890 no Torneio de Wimbledon em cima de William Renshaw em um grande jogo com parciais de 6-8 6-2 3-6 6-1 6-1.